# Víctimas callejeras (chavos banda)
Víctimas callejeras (chavos banda), o simplemente conocida como Chavos banda, es una película dramática cristiana mexicana de 1995, dirigida y escrita por Paco del Toro. Estuvo protagonizada por Jorge Reynoso y Armando Araiza.
Reynoso nuevamente repite el papel de Arturo desde la película Marcado por el odio (1989), también dirigida por Del Toro.

## Sinopsis
En la Ciudad de México, un grupo de jóvenes al borde de la indigencia, se involucran en varios delitos y vicios que perjudican a sus vidas. La mayoría de ellos provienen de hogares destruidos y fueron víctimas de violencia doméstica.
Arturo, un jefe policial, tratará de ayudar a estos jóvenes a través de la fe cristiana para que puedan salir adelante, aunque no será nada sencillo.

## Reparto
- Jorge Reynoso como Arturo
- Armando Araiza como Hueso
- Alan F. Velazquez como Pájaro
- Marco A. D'Zul como Oso
- Edgar Monarrez como Virus
- Alejandro Salas como Enano
- Susana Contreras como Josefina
- Gabriel Chávez como Roberto
- Felipe E. Gonzales como Ruben
- Manuel Avila como Don Manolo